# Formula Mundi
Das Formula Mundi Filmfest ist ein unabhängiges und international ausgeschriebenes Nonprofit-Themenfestival, das 2003 in Schwäbisch Hall an der dortigen Fachhochschule von Guido Kühn und Christian M. Fischer gegründet wurde. Das Festival hat keinen festen Spielort und findet in unregelmäßigen Abständen und mit wechselnden Kooperationspartnern, aber immer in einem akademischen Kontext statt. Dem Festival ist ein Wettbewerb angegliedert, der seit 2007 neben Preisen in Kategorien wie Kurz- und Spielfilm, Dokumentarfilm, Animation und Experiment/künstlerischer Film vor allem einen übergeordneten Hauptpreis, die Formula Mundi, vergibt.
Das Festival beschäftigt sich generell mit dem Gelingen, Bestehen oder Scheitern vergangener, gegenwärtiger und zukünftiger Gesellschaftsmodelle und Strukturen. Dies beinhaltet Interpersonelles zwischen wenigen Personen oder den Diskurs zwischen Kulturen und Staaten ebenso wie den Umgang des Menschen mit sich und seinem ökologischen und kulturellen Umfeld. Bei jeder Ausrichtung wird innerhalb dieses Themenkomplexes ein neuer Schwerpunkt festgelegt.
Der BUND Niedersachsen und der Bundesverband Regionalbewegung schrieben mit Unterstützung des Bundesministeriums für Ernährung, Landwirtschaft und Verbraucherschutz zusätzlich zur Formula Mundi 2009 einen Clipwettbewerb aus, der auf der Grünen Woche in Berlin eröffnet wurde.

## Themen und Partner
- 2007
  - Thema: Formula Mundi – Die Weltformel[3]
  - Ort: Schwäbisch Hall
  - Partner: Fachhochschule Schwäbisch Hall, Goethe-Institut Schwäbisch Hall, Stadtwerke Schwäbisch Hall, Bürgerstiftung Schwäbisch Hall, Landkreis Schwäbisch Hall Stiftung

- 2009
  - Thema: Verbraucher, Konsum und Kulturlandschaft[4]
  - Ort: Schwäbisch Hall
  - Partner: Bundesministerium für Ernährung, Landwirtschaft und Verbraucherschutz, BUND Niedersachsen e. V., Bundesverband der Regionalbewegungen e. V.

- 2012
  - Thema: Reflect Evolve Create
  - Ort: Kairo
  - Partner: German University in Cairo, Hochschule Heilbronn, DAAD

- 2014
  - Thema: concepts, struggles and changes within social structures
  - Ort: Tallinn
  - Partner: Tallinn European School

- 2020
  - Thema: Impact on tomorrow
  - Ort: Fulda
  - Partner: Hessische Film- und Medienakademie, Hochschule Fulda

## Gewinner der Formula Mundi
- 2007: Oaxaca – zwischen Rebellion und Utiope von Miriam Fischer
- 2009: The Corporation von Mark Achbar und Jennifer Abbott
- 2012: The End of the World von Chris Downs
- 2014: 8 Ay (eight months) von Hüseyin Aydin Gürsoy